# 1904 aux Territoires du Nord-Ouest
Chronologie des Territoires du Nord-Ouest
- 1900
- 1901
- 1902
- 1903
- 1904
- 1905
- 1906
- 1907
- 1908

Cette page concerne les événements survenus en 1904 dans le territoire canadien des Territoires du Nord-Ouest.

## Politique
- Premier ministre : Frederick W. A. G. Haultain
- Commissaire :
- Législature :